# Mark Dayton
Mark Brandt Dayton (nascido em 26 de janeiro de 1947) é um político dos Estados Unidos, tendo sido governador do Minnesota de 2011 a 2019. Dayton anteriormente serviu um mandato no senado dos Estados Unidos, entre 2001 a 2007. É membro do Minnesota Democratic–Farmer–Labor Party, que é uma filial do Partido Democrata dos Estados Unidos em Minnesota.
Foi eleito governador na eleição de 2010, com apenas 0,42% de diferença do deputado republicano Tom Emmer.